# Moja Afrika (1985.)
Moja Afrika je američki film iz 1985. godine. Redatelj je Sydney Pollack. Nastao je prema autobiografskoj knjizi "Moja Afrika" iz 1937. godine, koju je napisala Dankinja Karen Blixen pod pseudonimom Isak Dinesen. Film je osvojio 28 nagrada i 17 nominacija, uključujući i 7 dobivenih Oscara (za najbolji film, najboljeg redatelja, za najbolju scenografiju, za najbolju fotografiju, za najbolji adaptirani scenarij, za najbolju originalnu glazbu i za najbolje miksanje zvuka).

## Radnja
Dankinja Karen Blixen (Meryl Streep) po zanimanju je spisateljica. Udaje se za svog prijatelja Brora von Blixen-Fineckea 
(Klaus Maria Brandauer), kako bi dobila plemićku titulu. On se za nju oženio, jer je bio siromašan plemić, a Karen je imala novce, koji su mu trebali kao početni kapital. Zajedno odlaze u Keniju na plantažu kave. Puno vremena provodi sama, jer suprug često izbiva s plantaže boraveći u lovu. Da bi pobijedila dosadu, brine se o plantaži i druži se s dva muškarca. Zarazila se sifilisom preko supruga, zbog čega se vratila u Dansku na liječenje. Nakon povratka zaljubljuje se u britanskog avanturista i lovca na divlje zvijeri Denysa Fincha-Hattona (Robert Redford). Zajedno odlaze na safari. Nakon početnog prijateljstva, razvija se ljubavni odnos. Karen želi brak s Denysom, što on odbija, jer se ne želi odreći pustolovnog života. Karen otvara školu, kako bi podučavala afričku djecu. Denys je poginuo u zrakoplovnoj nesreći. Na njegovom sprovodu, Karen je napustila Europljane i priklonila se Afrikancima. Nakon što je katastrofalan požar uništio plantažu kave, vratila se u Dansku i pisala memoare o boravku u Africi.

## Glavne uloge
- Meryl Streep kao barunica Karen von Blixen-Finecke
- Robert Redford kao Denys Finch Hatton
- Klaus Maria Brandauer kao barun Bror von Blixen-Finecke
- Michael Kitchen kao Berkeley Cole
- Malick Bowens kao Farah Aden
- Stephen Kinyanjui kao Kinanjui
- Michael Gough kao Lord Delamere
- Suzanna Hamilton kao Felicity
- Iman kao Mariammo